# Fekete virágdíszbogár
A fekete virágdíszbogár (Anthaxia quadripunctata) a rovarok (Insecta) osztályának bogarak (Coleoptera) rendjébe, ezen belül a mindenevő bogarak (Polyphaga) alrendjébe és a díszbogárfélék (Buprestidae) családjába tartozó faj.

## Előfordulása
A fekete virágdíszbogár egész Európa területén előfordul. Az Anthaxia rovarnem 25, Európában élő faja közül a fekete virágdíszbogár a leggyakoribb.

## Megjelenése
A fekete virágdíszbogár 4,5-8 milliméter hosszú. Kis termetű, fémfényű, fekete bogár. Az előtor hátán levő 4, nagy és mély gödröcskéről ismerhető fel. A szárnyfedők felülete is egyenetlen.

## Életmódja
A rovar a hegyvidék lakója. A bogarakra elegyes lomberdőkben, korhadt fák alatt vagy nyirkos avarban akadhatunk rá. A meleg nappali órákban a virágokat keresik fel táplálékszerzés céljából, különösen a sárga színűeket kedvelik.